# 동관한기
동관한기(東觀漢記)는 후한(25년 ~ 220년)의 역사를 기록한 역사서이다. 후한 일대(一代)를 기전체에 따라 기록했다. 관찬(官撰)에 의해 편찬되었다. 책 이름은 후한 궁성의 남궁(南宮) 동관(東觀)에서 편찬을 했던 것에서 연유한다. 후한 시대에 대한 기본적인 사료의 하나이며, 사료적 가치는 높다